# Gorzkowice
Gorzkowice [pronunciación en polaco: /ɡɔʂkɔˈvit͡sɛ/] es un pueblo ubicado en el Distrito de Piotrków, Voivodato de Łódź, en Polonia central. Es el asiento del gmina (distrito administrativo) llamado Gmina Gorzkowice. Se encuentra aproximadamente a 22 kilómetros al sur de Piotrków Trybunalski y a 64 kilómetros al sur de la capital regional Łódź.
El pueblo tiene una población de 3,310 habitantes.